# 惠州 (辽朝)
惠州，中国辽朝时设置的州。
辽太祖在上京道设置惠州，治今内蒙古自治区翁牛特旗东北四十里。辽圣宗迁惠州到中京道。为惠和军中刺史，下辖惠和县（今辽宁省建平县北130里二十家子镇周家湾）。金太祖天辅元年（1117年）金朝攻克惠州。金熙宗皇统三年（1143年）废除惠州，惠和县改属大定府。